# Roland Kutzki
Roland Kutzki (* 20. März 1942 in Marienburg/Westpreußen) ist ein deutscher Architekt und Städtebauer.

## Biografie

### Ausbildung und Studium
Kutzki ist der Sohn eines Ingenieurs und Fahrradhändlers. 1945, nach der Vertreibung aus Marienburg in Westpreußen und 1948, nach der Flucht der Familie aus Wildberg in Brandenburg, wuchs er in Dorfhagen in Hagen im Bremischen und seit 1951 in Langen bei Bremerhaven auf. Er absolvierte die Volksschule und dann die Lessingschule in Bremerhaven-Lehe, anschließend machte er eine Lehre als Betonbauer bei H. F. Kistner in Bremerhaven.
Von 1962 bis 1966 studierte er Hochbau (Architektur) an der Bau- und Ingenieurschule in Bremen. Er war von 1963 bis 1966 Vorsitzender des Studentenbundes Bremen, gründete einen Studentenreisedienst Bremen, betreute das damals noch studentisch betriebene Jazzlokal StuBu, koordinierte ein Studentisches Arbeitsprogramm (STAP) und organisierte 1965 in Bremen im Rahmen der bundesweiten Großdemonstration gegen den Bildungsnotstand eine Kundgebung dazu auf dem Domshof.

### Berufliche Tätigkeit

#### Architektur und Planung in Bremen
Nach dem Studium war Kutzki bis 1969 bei verschiedenen Architekten beschäftigt, unter anderem für Hermann Brede, bei dem er den Neubau der Jugendherberge Syke, der rund 850.000 Mark kostete und vom Jugendherbergswerk von 1965 bis 2004 genutzt wurde, betreute und das Gemeindezentrum Ellener Brok in Osterholz plante. Von 1969 bis 1990 war er für das damalige Universitätsbauamt (UBA), seit 1979 Hochbauamt Bremen (HBA), tätig und plante unter anderem von 1969 bis 1974 die Staats- und Universitätsbibliothek Bremen. Zeitweise war er zudem Lehrbeauftragter an der Verwaltungsschule Bremen sowie Vorsitzender im Personalrat seines Amtes.

#### Stadterneuerung in Mecklenburg-Vorpommern

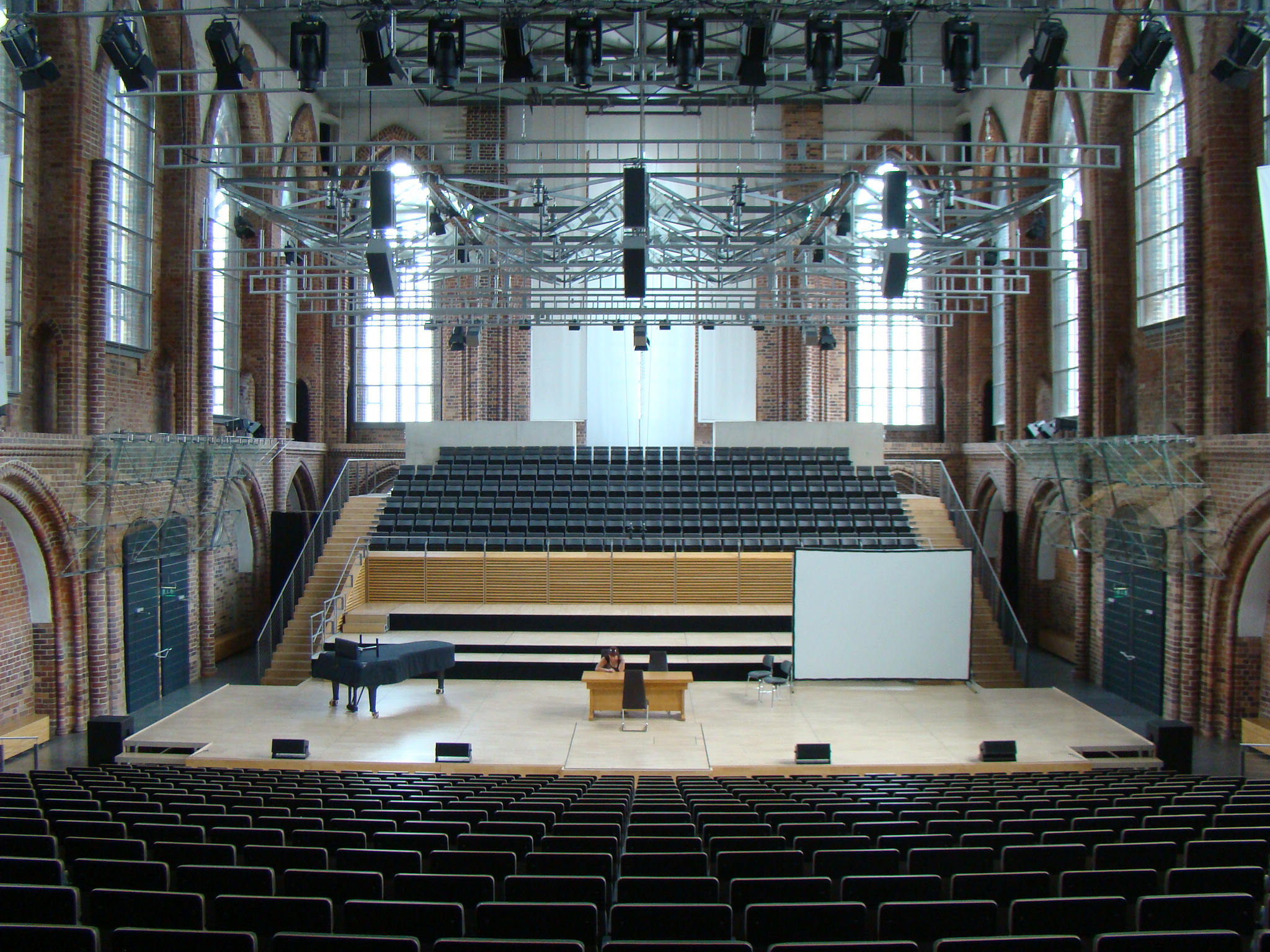
Marienkirche (Neubrandenburg): Konzertsaal von Pekka Salminen

Nach der Wende in der DDR und der Wiedervereinigung Deutschlands entsandte ihn das Land Bremen Ende 1990 als Berater für die Landesregierung von Mecklenburg-Vorpommern, die ihn Ende 1991 einstellte. Hier war er von 1990 bis 2004 Leiter des Bereichs Städtebauförderung, Stadtentwicklung und Stadterneuerung und somit zuständig für die Programme Städtebauförderung, Stadt- bzw. Rahmenplanung, Soziale Stadt, Städtebaulicher Denkmalschutz und Stadtumbau im Innen- und dann Bauministerium des Landes Mecklenburg-Vorpommern in Schwerin. Eine von vielen bedeutsamen Maßnahmen war bis 2001 der Einbau des Konzertsaales in der ausgebombten Marienkirche (Neubrandenburg). Er diente den Ministern Georg Diederich, Lothar Kupfer, Rudi Geil, Jürgen Seidel, Bärbel Kleedehn (alle CDU) und Helmut Holter (Die Linke). Von 1995 bis 2004 war er Vorsitzender des Landessanierungsrates Mecklenburg-Vorpommern. Darüber hinaus wirkte er bei über 30 städtebaulichen und Bauwettbewerben als Preisrichter. Im Ruhestand kehrte Kutzki nach Bremen zurück.
Kutzki ist verheiratet und hat einen Sohn, der Chemiker ist.

### Gremienarbeit und Engagement
Politisch engagierte sich Kutzki ab 1966 in der Freien Demokratischen Partei (FDP) und bei den Deutschen Jungdemokraten (DJD). Hier war er zuletzt Landesvorsitzender der DJD-Bremen. 1971, als die FDP wegen der Position zur Entwicklung der Universität Bremen die Koalition im Senat Koschnick I verließ, wechselte er zur Sozialdemokratischen Partei Deutschlands (SPD). In der SPD war er in verschiedenen Gremien aktiv, so als Vorsitzender und Mitglied städtebaulicher Ausschüsse und in anderen Ausschüssen sowie als Vorstand in Ortsvereinen und im Unterbezirk Bremen-West.
In den 1970er Jahren bis 1990/91 war er als stellvertretender Vorsitzender des Vereins Park links der Weser aktiv, seit 1986 als Gründungsvorsitzender bei der Gründung des Bürger- und Sozialzentrums in Huchting (BUS), im Stadtteilbeirat Huchting, als Vorsitzender eines Kulturladens (AKuF), in der Gewerkschaft und in der Architektenkammer Bremen.
Seit 2006 arbeitet er ehrenamtlich für die Wikipedia und verfasste über 5000 neue Artikel (2025), sowie ähnlich viele Artikelüberarbeitungen, überwiegend in den Bereichen Bremen und Umzu, Niedersachsen, Mecklenburg-Vorpommern, Sowjetunion und Bauwesen.

## Werke

### Schriften

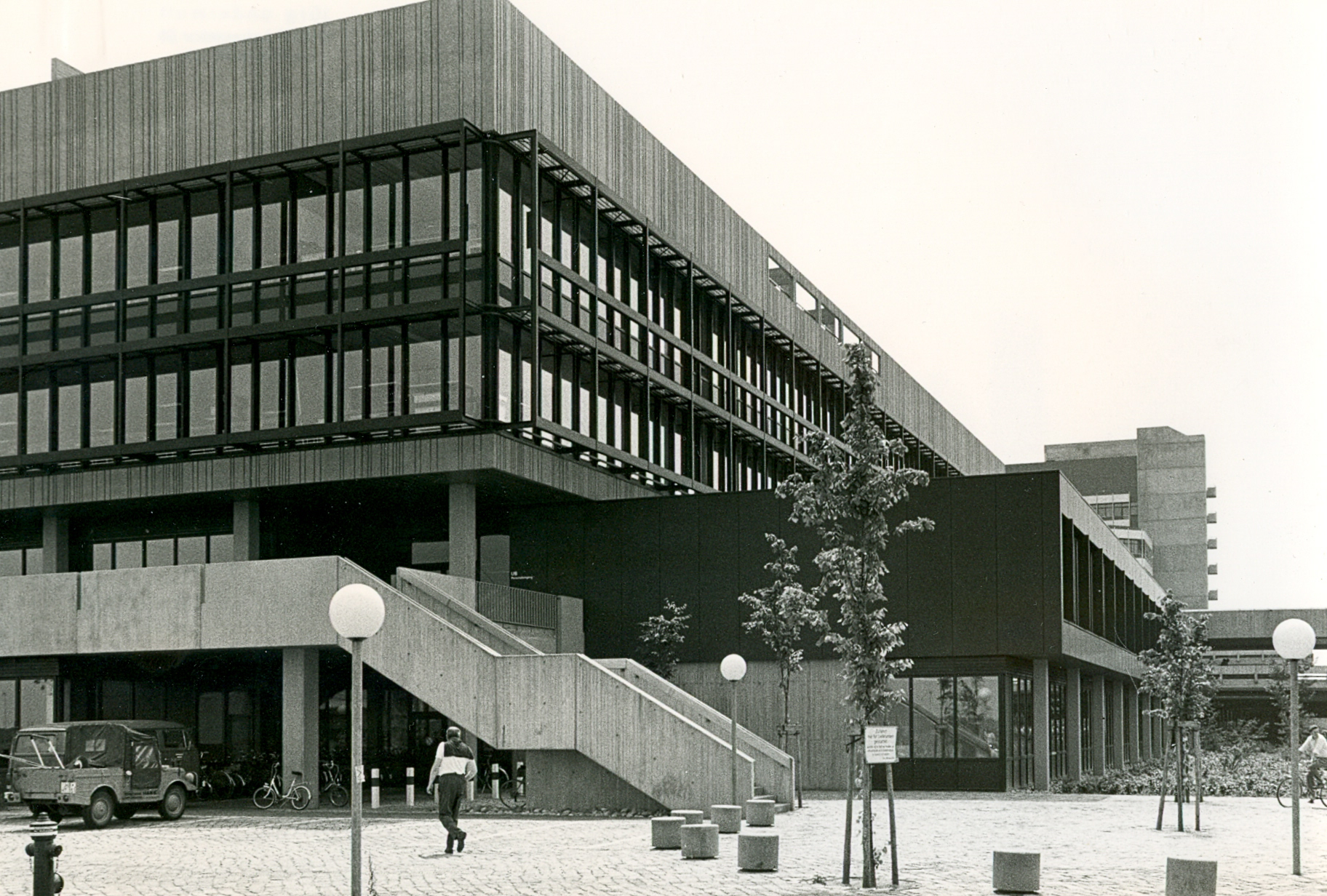
Staats- und Universitätsbibliothek Bremen

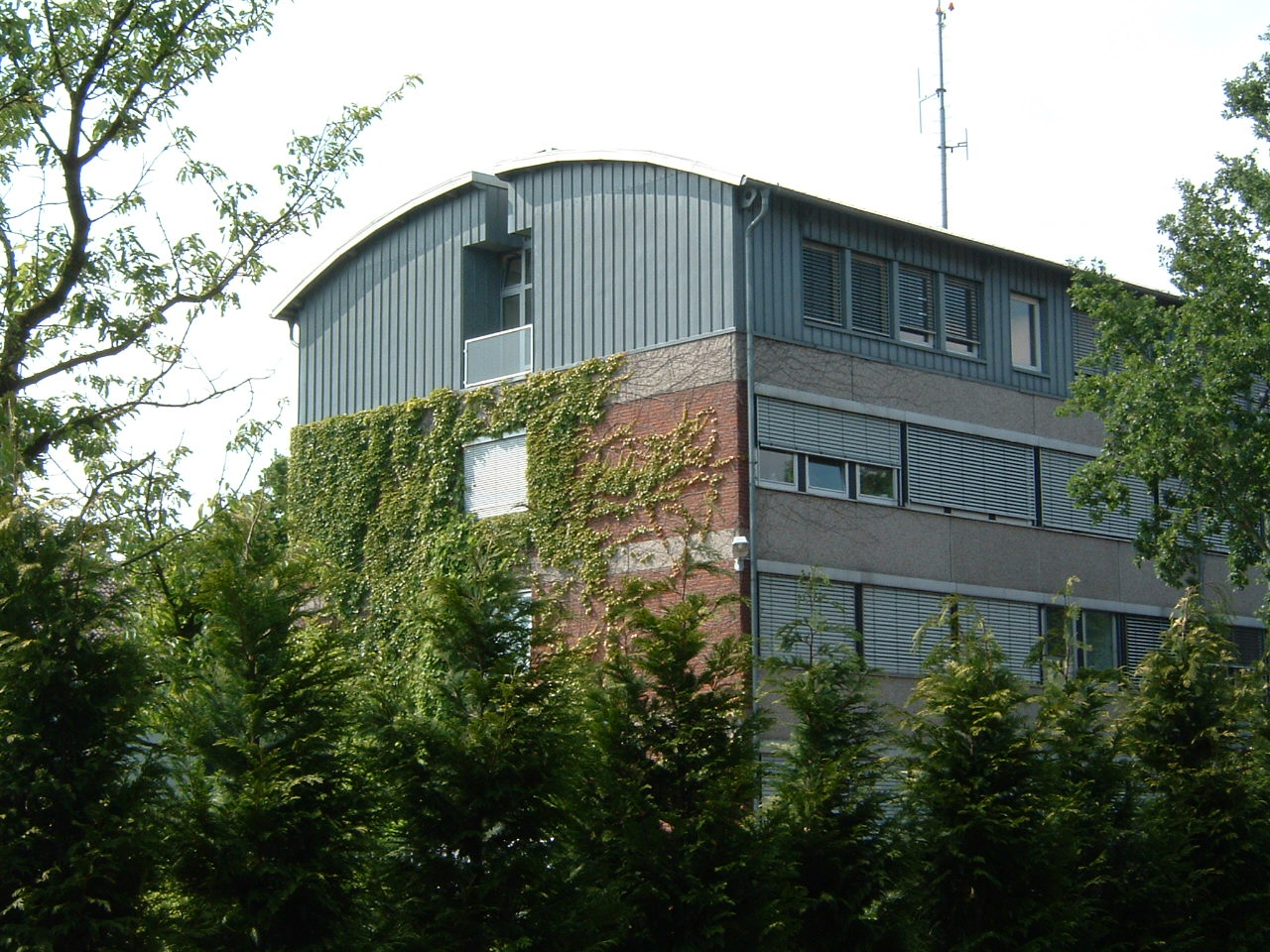
Ortsamt Huchting

- Studentenwohnheime in Bremen. Hg. Studentenbund Bremen, Bremen 1967.
- Planen, Bauen, Wohnen in der Gemeinschaft. Autorenkollektiv, Hg. Architektenkammer Bremen, Bremen 1981.
- Die Staats- und Universitätsbibliothek Bremen: Planung, Bau, Klimatisierung. In: Ligue des Bibliothèques Européennes de Recherche, S. 1–11, Heidelberg 1986.
- Chancen und Perspektiven der Innenstadtentwicklung aus der Sicht der Städtebauförderung, S. 13–20. In DSSW-Dokumentation: Die Revitalisierung der Innenstädte in Mecklenburg-Vorpommern, DSSW-Schrift 9, Bonn 1994.
- Städtebaulicher Denkmalschutz und städtebauliche Modelvorhaben in Mecklenburg-Vorpommern. In: Alte Städte – Neue Chancen. Hg.: Bundesministerium für Raumordnung, Bauwesen und Städtebau und Deutsche Stiftung Denkmalschutz, Monumente-Verlag, Bonn 1996, ISBN 3-9804890-0-0.
- Die Festung Dömitz. Kann die Städtebauförderung bei der Sanierung helfen? In: Erhalt und Nutzung historischer Zitadellen. Verlag Philipp von Zabern, Mainz 2002, ISBN 3-8053-2987-3.
- Stadterneuerung in Mecklenburg-Vorpommern und ihre Bedeutung für den Tourismus. In: Städtebauförderung – historisch gewachsen und zukunftsfähig. Hg.: Bundesamt für Bauwesen und Raumordnung, Heft 9/10, Bonn 2001, ISSN 0303-2493.
- Ökologische Stadterneuerung. In: Bundesbaublatt, Nr. 10/96, Bonn 1996.
- Alte und neue Grundwerte und Grundforderungen der SPD. In: Beiträge zur Diskussion der Leitsätze auf dem Weg zum neuen Grundsatzprogramm der SPD, Bremen 2006.
- 30 Jahre Städtebauförderung in den neuen Bundesländern – eine Analyse aus Expertensicht, S 10–16. In: DSK Depesche vom April 2021.

### Bauten (Auswahl)

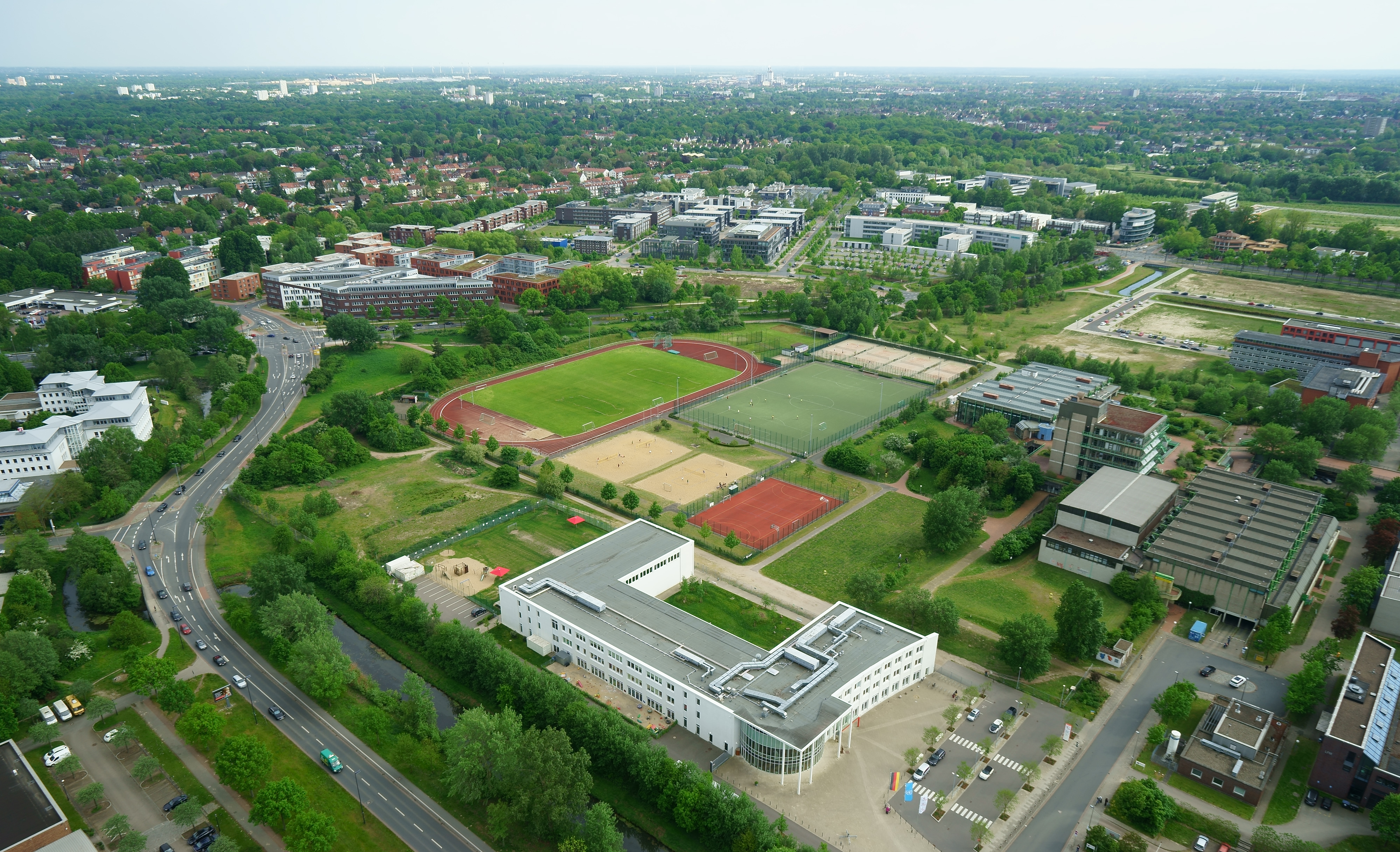
Sporthalle Rhythmische Sportgymnastik links neben den Uni-Sportbauten Bremen

- Bei Hermann Brede: Gemeindezentrum Ellener Brok in Osterholz, 1968/69[5]
- Mit Eberhard Kaiser: Staats- und Universitätsbibliothek Bremen, 1969–1974[6]
- DLRG-Station Mahndorfer See in Mahndorf, 1982
- Aufstockung Ortsamt Huchting, 1985
- Salz- und Sandlager Berckstraße, Bremen-Horn-Lehe, 1989
- Sporthalle für die Rhythmische Sportgymnastik neben den Uni-Sportbauten Bremen, 1990/91

## Ehrungen
- Am 5. April 2022 empfing ihn im Beisein von Bürgermeister a. D. Klaus Wedemeier der Präsident des Bremer Senats Andreas Bovenschulte.[7]
- 4. Bremer Denkmalpflegepreis 2019 des Landes Bremen als Sonderpreis „für die ehrenamtliche Gemeinschaftsleistung, im Rahmen von Projekten des freien Wissens, die Denkmalpflege im Land Bremen über unterschiedliche Medien einem breiten Publikum zu vermitteln“.